# University of Bolton Stadium
L' University of Bolton Stadium (auparavant Macron Stadium et Reebok Stadium)  est un stade de football situé à Horwich, près de Bolton, dans le Grand Manchester en Angleterre.
C'est l'enceinte du club des Bolton Wanderers. Elle compte 28 723 places. Le stade est ainsi nommé en raison de l'équipementier officiel du club, la société Macron.
Ce stade de football a abrité le siège et les bureaux de Reebok jusqu'à 2009.

## Histoire
Le Macron Stadium, situé dans la commune de Horwich, au nord-ouest de Bolton, a été construit car l'ancien stade du club, le Burnden Park, était trop délabré, il datait de 1895.
Le Macron Stadium fut inauguré le 1er septembre 1997 sous le nom de Reebok Stadium lors de la rencontre entre Bolton Wanderers et Everton qui se termina sur le score de 0-0. Le premier but fut marqué par Alan Thompson lors de la rencontre entre Bolton Wanderers et Tottenham Hotspur le 23 septembre 1997.
En 2018, le stade est renommé University of Bolton Stadium.